# Abu Hafs Umar I.
Abu Hafs Umar I. (arabisch أبو حفص عمر, DMG Abū Ḥafṣ ʿUmar; † 1295) war Kalif der Hafsiden in Ifriqiya (1284–1295).
Nach dem Sieg von Abu Hafs Umar I. über den Usurpator Ibn Abi Umara (1283-1284) begann er das Hafsidenreich in Ifrīqiya/Tunesien zu reorganisieren. Dabei bemühte er sich vor allem um die Belebung der Wirtschaft, indem er den Handel förderte. Allerdings konnte er den Aufbau seines Reiches nicht ungestört fortsetzen. So landete 1288 der Almohadenprinz Abu Dabbus mit Unterstützung von Aragon in Tripolitanien und beanspruchte die Herrschaft in Ifriqiya. Zwar gelangen ihm einige Erfolge, doch konnte er sich nicht durchsetzen. Aragon nutzte diese Kämpfe, um die Kerkennainseln vor Ifriqiya zu besetzen.
Zum größten Problem für die Hafsiden wurde, dass Abu Hafs Umar I. nicht die Spaltung des Reiches in zwei Dynastien verhindern konnte. Während der Usurpation des Ibn Abi Umara hatte Zakariyya, ein Neffe von Abu Hafs Umar I., mit Unterstützung der Stämme Bougie erobert und hatte später auch die Herrschaft über Constantine in Ostalgerien errungen. 1285 kam es zum Bruch mit Abu Hafs Umar I., als Zakariyya Tunis und Tripolis angriff. Zwar konnte dieser Angriff durch ein Bündnis zwischen Abu Hafs Umar I. und den Abdalwadiden von Tlemcen neutralisiert werden, doch blieb Constantine und Bougie in der Folgezeit von den Herrschern in Tunis unabhängig.
Abu Hafs Umar I. starb 1295. Nachfolger in Tunis wurde Muhammad II. (1295-1309), ein Sohn von Yahya II. al-Wathiq.